# NBA All-Star Game 2011
Le NBA All-Star Game 2011 est la 60e édition du NBA All-Star Game. Il a été joué le 20 février 2011 au Staples Center de Los Angeles, Californie. C'est la deuxième fois que cet évènement se déroule au Staples Center après l'édition de 2004, la cinquième que le All-Star Game a lieu à Los Angeles après 1963, 1972 et 1983.

## LesAll Stars
Les cinq titulaires de chaque sélection sont déterminés par les votes du public sur NBA.com. Les remplaçants le sont par les entraîneurs des trente franchises de la Ligue.
Lors de ce All-Star Game, Kobe Bryant inscrit 37 points et prend 14 rebonds, Kevin Durant inscrit 34 points et LeBron James réalise le deuxième triple-double de l'histoire des All-Star Games (après celui de Michael Jordan en 1997) avec 29 points, 12 rebonds et 10 passes décisives ; ce n'est toutefois pas suffisant pour empêcher l'Ouest de l'emporter.
Avec cette victoire de l'Ouest, Kobe Bryant est nommé MVP de la rencontre pour la quatrième fois de sa carrière, après 2002, 2007 et 2009 (où il était ex æquo avec Shaquille O'Neal). Il égale ainsi le record de Bob Pettit datant des années 1950-1960, il bat également au passage le record du plus grand nombre de rebonds offensifs avec 10 prises.

### Joueurs
| Pos.        | Joueur            | Équipe             | Participation | Nombre de votes |
| Titulaires  | Titulaires        | Titulaires         | Titulaires    | Titulaires      |
| ----------- | ----------------- | ------------------ | ------------- | --------------- |
| PG          | Derrick Rose      | Bulls de Chicago   | 2e            | 1 914 996       |
| SG          | Dwyane Wade       | Heat de Miami      | 7e            | 2 048 175       |
| SF          | LeBron James      | Heat de Miami      | 7e            | 2 053 011       |
| PF          | Amar'e Stoudemire | Knicks de New York | 6e            | 1 674 995       |
| C           | Dwight Howard     | Magic d'Orlando    | 5e            | 2 099 204       |
| Remplaçants |                   |                    |               |                 |
| PG          | Rajon Rondo       | Celtics de Boston  | 2e            |                 |
| SG          | Ray Allen         | Celtics de Boston  | 10e           |                 |
| SG          | Joe Johnson       | Hawks d'Atlanta    | 5e            |                 |
| SF          | Paul Pierce       | Celtics de Boston  | 10e           |                 |
| PF          | Kevin Garnett     | Celtics de Boston  | 14e           |                 |
| PF          | Chris Bosh        | Heat de Miami      | 6e            |                 |
| C           | Al Horford        | Hawks d'Atlanta    | 2e            |                 |

Le coach de la sélection Est est Doc Rivers, entraîneur des Celtics de Boston. Il est nommé à ce poste pour la deuxième fois de sa carrière.
| Pos.        | Joueur            | Équipe                  | Participation | Nombre de votes |
| Titulaires  | Titulaires        | Titulaires              | Titulaires    | Titulaires      |
| ----------- | ----------------- | ----------------------- | ------------- | --------------- |
| PG          | Chris Paul        | New Orleans Hornets     | 4e            | 1 281 591       |
| SG          | Kobe Bryant       | Lakers de Los Angeles   | 13e           | 2 380 016       |
| PF          | Kevin Durant      | Thunder d'Oklahoma City | 2e            | 1 736 728       |
| PF          | Carmelo Anthony   | Nuggets de Denver       | 4e            | 1 299 849       |
| C           | Tim Duncan        | Spurs de San Antonio    | 13e           | 1 146 426       |
| Remplaçants |                   |                         |               |                 |
| PG          | Deron Williams    | Jazz de l'Utah          | 2e            |                 |
| PG          | Russell Westbrook | Thunder d'Oklahoma City | 1e            |                 |
| SG          | Manu Ginobili     | Spurs de San Antonio    | 2e            |                 |
| PF          | Yao Ming(*)       | Rockets de Houston      | 7e            |                 |
| PF          | Blake Griffin     | Los Angeles Clippers    | 1e            |                 |
| PF          | Dirk Nowitzki     | Mavericks de Dallas     | 10e           |                 |
| C           | Pau Gasol         | Lakers de Los Angeles   | 4e            |                 |

Le coach de la sélection Ouest est Gregg Popovich, entraîneur des Spurs de San Antonio. Il est nommé à ce poste pour la deuxième fois de sa carrière.
(*) Yao Ming étant blessé au pied, il est remplacé par Tim Duncan. Kevin Love est choisi par le Commissioner de la ligue David Stern pour prendre la place de Yao Ming mais il ne prend pas sa place au sein du 5 de départ.

## T-MobileRookie Challenge
Les joueurs participants sont choisis par un vote des entraîneurs adjoints de la ligue (même si les votes totaux ne sont pas publiés). Les rookies, première année en NBA dominent les sophomores, deuxième année dans la ligue, sur le score de 148 à 140. Avec 22 unités, John Wall bat le record de passes décisives dans un Rookie Challenge. DeMarcus Cousins termine meilleur marqueur de la partie avec 33 points. Le match est marqué par un dunk dos au panier de Blake Griffin sur une passe avec rebond de John Wall, ce dernier étant élu meilleur joueur (MVP) de la rencontre.
| Poste                                                                                             | Joueur           | Équipe                    |
| ------------------------------------------------------------------------------------------------- | ---------------- | ------------------------- |
| G                                                                                                 | Eric Bledsoe     | Los Angeles Clippers      |
| C                                                                                                 | DeMarcus Cousins | Sacramento Kings          |
| F                                                                                                 | Derrick Favors   | New Jersey Nets           |
| G                                                                                                 | Landry Fields    | Knicks de New York        |
| F                                                                                                 | Blake Griffin    | Los Angeles Clippers      |
| G                                                                                                 | Wesley Johnson   | Timberwolves du Minnesota |
| C                                                                                                 | Greg Monroe      | Pistons de Détroit        |
| G                                                                                                 | Gary Neal        | Spurs de San Antonio      |
| G                                                                                                 | John Wall        | Washington Wizards        |
| Entraîneurs: Mike Budenholzer (Spurs de San Antonio) assisté de Amar'e Stoudemire et Kevin McHale |                  |                           |

| Poste                                                                                    | Joueur           | Équipe                   |
| ---------------------------------------------------------------------------------------- | ---------------- | ------------------------ |
| C                                                                                        | DeJuan Blair     | Spurs de San Antonio     |
| G                                                                                        | Stephen Curry    | Warriors de Golden State |
| G                                                                                        | Tyreke Evans     | Sacramento Kings         |
| G                                                                                        | DeMar DeRozan    | Raptors de Toronto       |
| F                                                                                        | Taj Gibson       | Bulls de Chicago         |
| F                                                                                        | Jrue Holiday     | 76ers de Philadelphie    |
| F/C                                                                                      | Serge Ibaka      | Thunder d'Oklahoma City  |
| G                                                                                        | Brandon Jennings | Bucks de Milwaukee       |
| G                                                                                        | Wesley Matthews  | Portland TrailBlazers    |
| Entraîneurs: Lawrence Frank (Celtics de Boston) assisté de Carmelo Anthony et Steve Kerr |                  |                          |

## SpriteSlam Dunk Contest
Blake Griffin remporte le concours lors d'un vote par SMS des fans. Il l'emporte par 68 % des suffrages devant JaVale McGee (32 %).
Pour cette édition 2011, chaque joueur est assisté par un Dunk Coach.

### Participants
| Poste  | Joueur           | Équipe                  | Taille | Dunk Coach     | 1er dunk | 2e dunk | Total | Tour final |
| ------ | ---------------- | ----------------------- | ------ | -------------- | -------- | ------- | ----- | ---------- |
| Ailier | Blake Griffin    | Los Angeles Clippers    | 2,08 m | Kenny Smith    | 49       | 46      | 95    | 68 %       |
| Pivot  | JaVale McGee     | Washington Wizards      | 2,13 m | Chris Webber   | 50       | 49      | 99    | 32 %       |
| Meneur | DeMar DeRozan(*) | Raptors de Toronto      | 2,01 m | Darryl Dawkins | 44       | 49      | 93    |            |
| Ailier | Serge Ibaka      | Thunder d'Oklahoma City | 2,08 m | Kevin Durant   | 45       | 45      | 90    |            |

(*) DeMar DeRozan remplace Brandon Jennings qui a déclaré forfait

## Foot LockerThree-point Shootout
James Jones remporte le concours avec un score de 20 points face à Paul Pierce et Ray Allen.

### Participants
| Poste   | Joueur         | Équipe                   | Taille | 1er tour | 2e tour |
| ------- | -------------- | ------------------------ | ------ | -------- | ------- |
| Ailier  | James Jones    | Heat de Miami            | 2,03 m | 15       | 20      |
| Ailier  | Paul Pierce(*) | Celtics de Boston        | 2,01 m | 12       | 18      |
| Arrière | Ray Allen      | Celtics de Boston        | 1,96 m | 20       | 15      |
| Arrière | Dorell Wright  | Warriors de Golden State | 2,01 m | 11       |         |
| Meneur  | Daniel Gibson  | Cavaliers de Cleveland   | 1,88 m | 7        |         |
| Ailier  | Kevin Durant   | Thunder d'Oklahoma City  | 2,06 m | 6        |         |

* Tenant du titre

## Taco BellSkills Challenge
Stephen Curry remporte le concours en battant en finale Russell Westbrook.

### Participants
| Poste  | Joueur            | Équipe                   | Taille | 1er tour | 2e tour |
| ------ | ----------------- | ------------------------ | ------ | -------- | ------- |
| Meneur | Stephen Curry     | Warriors de Golden State | 1,91 m | 34,1     | 28,2    |
| Meneur | Russell Westbrook | Thunder d'Oklahoma City  | 1,91 m | 30,0     | 44,2    |
| Meneur | Derrick Rose      | Bulls de Chicago         | 1,91 m | 35,7     |         |
| Meneur | John Wall         | Washington Wizards       | 1,93 m | 39,3     |         |
| Meneur | Chris Paul        | New Orleans Hornets      | 1,83 m | 42,7     |         |

## HaierShooting Stars Competition
| Pays        | Membres             | Équipe                           | 1er tour | Tour final   |
| ----------- | ------------------- | -------------------------------- | -------- | ------------ |
| Atlanta     | Al Horford          | Hawks d'Atlanta                  | 47,6     | 70,0         |
| Atlanta     | Coco Miller         | Atlanta Dream                    | 47,6     | 70,0         |
| Atlanta     | Steve Smith         | Hawks d'Atlanta (retraité)       | 47,6     | 70,0         |
| Texas       | Dirk Nowitzki       | Mavericks de Dallas              | 31,8     | Temps expiré |
| Texas       | Roneeka Hodges      | San Antonio Silver Stars         | 31,8     | Temps expiré |
| Texas       | Kenny Smith         | Rockets de Houston (retraité)    | 31,8     | Temps expiré |
| Los Angeles | Pau Gasol           | Lakers de Los Angeles            | 55,8     |              |
| Los Angeles | Tina Thompson       | Los Angeles Sparks               | 55,8     |              |
| Los Angeles | Rick Fox            | Lakers de Los Angeles (retraité) | 55,8     |              |
| Chicago     | Taj Gibson          | Bulls de Chicago                 | 66,0     |              |
| Chicago     | Cathrine Kraayeveld | Sky de Chicago                   | 66,0     |              |
| Chicago     | Steve Kerr          | Bulls de Chicago (reraité)       | 66,0     |              |

## D-League All-Star Game
Vingt des meilleurs joueurs de la NBA Development League sont sélectionnés pour le D-League All-Star Game par une combinaison des votes des internautes du site officiel de la D-League et un vote des 16 entraîneurs des équipes de la ligue. Les joueurs choisis doivent faire partie de l'effectif d'une équipe de D-League. Les entraîneurs de l'Energy de l'Iowa, Nick Nurse et des 66ers de Tulsa, Nate Tibbetts  ont été choisis pour diriger les deux équipes.
Le match s'est disputé le samedi 19 février au Staples Center. L'équipe de la Conférence Est remporte le match en battant l'équipe de la Conférence Ouest 115-108. Courtney Sims de l'Energy de l'Iowa est élu MVP de la rencontre. Il est le meilleur marqueur du match avec 25 points.

### Participants
| Pos.                                      | Joueur              | Équipe                  |
| ----------------------------------------- | ------------------- | ----------------------- |
| F                                         | Patrick Ewing Jr.   | Skyforce de Sioux Falls |
| F                                         | Othyus Jeffers      | Energy de l'Iowa        |
| C                                         | Chris Johnson       | Wizards du Dakota       |
| F                                         | Ivan Johnson        | BayHawks d'Érié         |
| F                                         | Dexter Pittman*     | Skyforce de Sioux Falls |
| G                                         | Walker Russell Jr.* | Mad Ants de Fort Wayne  |
| G                                         | Scottie Reynolds    | Armor de Springfield    |
| C                                         | Courtney Sims       | Energy de l'Iowa        |
| F                                         | DeShawn Sims        | Red Claws du Maine      |
| G                                         | Curtis Stinson      | Energy de l'Iowa        |
| G                                         | Garrett Temple      | BayHawks d'Érié         |
| Entraîneur: Nick Nurse (Energy de l'Iowa) |                     |                         |

| Pos.                                       | Joueur          | Équipe                          |
| ------------------------------------------ | --------------- | ------------------------------- |
| F                                          | Jeff Adrien     | Vipers de Rio Grande Valley     |
| F                                          | Joe Alexander   | Legends du Texas                |
| C                                          | Marcus Cousin   | Toros d'Austin                  |
| G                                          | Zabian Dowdell* | 66ers de Tulsa                  |
| F                                          | Shane Edwards   | Thunderbirds du Nouveau-Mexique |
| G                                          | Orien Greene    | Flash de l'Utah                 |
| G                                          | Cedric Jackson* | Stampede de l'Idaho             |
| G                                          | Trey Johnson*   | Jam de Bakersfield              |
| F                                          | Marcus Landry*  | Bighorns de Reno                |
| F                                          | Jerel McNeal*   | Vipers de Rio Grande Valley     |
| F                                          | Larry Owens     | 66ers de Tulsa                  |
| G                                          | Mustafa Shakur* | Vipers de Rio Grande Valley     |
| C                                          | Sean Williams   | Legends du Texas                |
| Entraîneur: Nate Tibbetts (66ers de Tulsa) |                 |                                 |

*Dexter Pittman n'a pas participé pour cause de blessure. Il est remplacé par Scottie Reynolds. Zabian Dowdell, Trey Johnson et Mustafa Shakur, recrutés par les Suns de Phoenix, les Raptors de Toronto et les Wizards de Washington, sont remplacés par Cedric Jackson, Marcus Landry et Jerel McNeal.

### Concours du D-League All-Star Game
Dar Tucker des Thunderbirds du Nouveau-Mexique remporte le concours de dunks. Booker Woodfox des Legends du Texas est le vainqueur du concours de tirs à trois points.